# Парусный спорт на летних юношеских Олимпийских играх 2018
Соревнования по парусному спорту на летних юношеских Олимпийских играх 2018 года пройдут с 7 по 13 октября на акватории яхт-клуба Сан Исидро, в пригороде Буэнос-Айреса, столицы Аргентины. Будут разыграны 5 комплектов наград: у юношей и девушек в двух классах судов, а также пройдут соревнования в смешанном классе катамаранов Nacra 15. В соревнованиях, согласно правилам, смогут принять участие спортсмены рождённые с 1 января 2000 года по 31 декабря 2003 года.

## История
Парусный спорт являются постоянным видом программы, который дебютировал на I летних юношеских Олимпийских играх в Сингапуре.
По сравнению с прошлыми играми в 2014 году и первыми играми в 2010 году программа соревнований заметно изменилась. Изменились классы судов, участвующие в турнире.

## Классы спортивных снарядов и яхт
- Техно 293+ — парусная доска.
- IKA Twin Tip Racing — кайтсёрфинг.
- Nacra 15 — катамаран.

## Квалификация
Каждый Национальный олимпийский комитет (NOC) может выставить максимум 5 лодок, по одной на каждый вид соревнований. Как хозяева, Аргентина будет предоставлена во всех классах судов, при условии, что они участвовали в любом американском континентальном турнире или чемпионате мира.
Ещё 6 квот были распределены трехсторонней комиссией, в классах Техно 293+ или IKA Twin Tip Racing, однако четыре из них были не использованы и были перераспределены на следующую лучшую нацию по итогам чемпионата мира.
Остальные места определялись через квалификационные соревнования, а именно шестью континентальными квалификационными турнирами и Чемпионатами мира для каждой лодки. Лодки, прошедшие квалификацию на чемпионате мира, имеют приоритет перед континентальными соревнованиями.
Общее число спортсменов, которые выступят на соревнованиях, было определено Международным олимпийским комитетом и составило 100 человек (50 юношей и 50 девушек) из 44 национальных олимпийских комитетов.
Россию на третьих летних Юношеских Олимпийских играх в парусном спорте представляли виндсерфингисты: москвичка Яна Резникова и петербуржец Егор Жилин.

## Календарь
| ЦО | Церемония открытия | ● | Квалификации | 2 | Финалы соревнований | ЦЗ | Церемония закрытия |

| Октябрь        | 06 Сб | 07 Вс | 08 Пн | 09 Вт | 10 Ср | 11 Чт | 12 Пт | 13 Сб | 14 Вс | 15 Пн | 16 Вт | 17 Ср | 18 Чт | Соревнования |
| -------------- | ----- | ----- | ----- | ----- | ----- | ----- | ----- | ----- | ----- | ----- | ----- | ----- | ----- | ------------ |
| Парусный спорт | ●     | ●     | ●     | ●     | ●     | ●     | 2     | 3     |       |       |       |       | ●     | 5            |

## Медалисты
Сокращения: WYB — высшее мировое достижение среди юношей

### Медалисты

#### Юноши
| Дисциплина                  | Золото                                 | Серебро                                       | Бронза                      |
| Юноши. Техно 293+.          | Alexandros Kalpogiannakis Греция       | Nicolò Renna Италия                           | Finn Hawkins Великобритания |
| Юноши. IKA Twin Tip Racing. | Deury Corniel Доминиканская Республика | Christian Tio Филиппины Toni Vodišek Словения | Не присуждалась             |

#### Девушки
| Дисциплина                    | Золото                  | Серебро                                 | Бронза               |
| Девушки. Техно 293+.          | Giorgia Speciale Италия | Manon Pianazza Франция                  | Яна Резникова Россия |
| Девушки. IKA Twin Tip Racing. | Sofia Tomasoni Италия   | Nina Font Испания Poema Newland Франция | Не присуждалась      |

#### Смешанный класс
| Дисциплина | Золото                                        | Серебро                                  | Бронза                                          |
| Накра 15   | Аргентина · Dente Cittadini · Teresa Romerone | Франция · Kenza Coutard · Titouan Petard | Нидерланды · Laila Van Der Meer · Bjarne Bouwer |